# Ambattur (Taluk)
Der Taluk Ambattur (Tamil: அம்பத்தூர் வட்டம்) ist ein Taluk (Subdistrikt) des Distrikts Tiruvallur im indischen Bundesstaat Tamil Nadu. Hauptort ist die namensgebende Stadt Ambattur.

## Geografie
Der Taluk Ambattur liegt im Südosten des Distrikts Tiruvallur im Vorortgürtel der Metropole Chennai (Madras). Er grenzt an die Taluks Poonamallee und Tiruvallur im Westen, Ponneri im Norden und Madhavaram im Nordosten, an den Stadtdistrikt Chennai im Osten und den Taluk Sriperumbudur des Distrikts Kanchipuram im Süden.
Der Taluk Ambattur ist deckungsgleich mit dem Block Villivakkam. Seine Fläche beträgt 221 Quadratkilometer.

## Bevölkerung
Nach der Volkszählung 2011 hat der Taluk Ambattur 924.474 Einwohner. Damit ist er der einwohnerstärkste Taluk des Distrikts Tiruvallur. Durch die Nähe zur Metropole Chennai ist der Taluk Ambattur stark urbanisiert und dicht besiedelt: 94,1 Prozent der  Bevölkerung wird als städtisch klassifiziert, die Bevölkerungsdichte beträgt 4.183 Einwohner pro Quadratkilometer.

## Geschichte
Durch die Expansion Chennais hat das früher ländlich geprägte Gebiet des Taluks Ambattur ein erhebliches Wachstum erfahren. 2009 wurde der Taluk Madhavaram vom Taluk Ambattur abgespalten. Durch die Stadterweiterung Chennais im Jahr 2011 wurde ein Teil des Taluks samt dem Hauptort Ambattur in das Stadtgebiet Chennais eingegliedert.

## Städte und Dörfer
Zum Taluk Ambattur gehören die folgenden Orte:
Städte:
- Ambattur
- Maduravoyal
- Porur
- Valasaravakkam

Zensusstädte:
- Ayappakkam
- Karambakkam
- Nerkunram
- Nolambur
- Ramapuram
- Vanagaram

Dörfer:
- Alathur
- Arakkambakkam
- Kadavur
- Kilakondaiyur
- Melpakkam
- Morai
- Palavedu
- Pammadukulam
- Pandeswaram
- Pothur
- Vellacheri
- Vellanur